# أزغار نيرس
أزغار نيرس هي جماعة قروية في إقليم تارودانت بجهة سوس ماسة جنوب المغرب. وهي تضم 4748 نسمة، حسب الإحصاء العام للسكان والسكنى لسنة 2014. 
يقع مركز الجماعة على الطريق الجهوية رقم 106، ويبعد عن مدينة تارودانت بـ 80 كلم.

## دواوير الجماعة
- دوار أزغار نيرس
- دوار تركتين
- دوار اغير نتركانت
- دوار أيت وارنكي
- دوار أسيفان
- دوار أيت أونزار
- دوار مساريكت
- دوار تكنيت
- دوار تسكينت
- دوار إغيرنتونا
- دوار أزرفنين نوفلا
- دوار أزرفنين نيزدار
- دوار تلات نتلغمين
- دوار تزارت
- دوار أزكار
- دوار تفنكراشت
- دوار تصرخت
- دوار إمي نواداي
- دوار تنتزورين
- دوار تافهيمت
- دوار واستوان
- دوار أرزوي
- دوار تيحي
- دوار أفلاوزغار
- دوار تغزيرت
- دوار إباكيزن
- دوار إمدران
- دوار إميوغزير
- دوار تيزكي ن كلواح
- دوار انفيد

## التعليم
- مجموعة مدارس موسى بن نصير (الدواوير: أزغار نيرس، اغير نتركانت، أيت أونزار، تكنيت، أيت أحمد، تسكينت، تزارت نليت بويدير)
- مجموعة مدارس البوصيري (الدواوير: اسلان، تركتين، تحي)
- مجموعة مدارس الفردوس (المركزية: إمي نواداي / الفرعيات: تنتزورين، ارزوي، واوداشت، ايت لحسن ابوبكر)
- مجموعة مدارس اباكيزن (الدواوير: أفلاوزغار، تغزيرت، اباكيزن، امي اغزر، اكوك)
- إعدادية نيرس